# Гілмор (Меріленд)
Гілмор (англ. Gilmore) — переписна місцевість (CDP) в США, в окрузі Аллегені штату Меріленд. Населення — 132 особи (2020).

## Географія
Гілмор розташований за координатами 39°34′59″ пн. ш. 78°57′4″ зх. д. / 39.58306° пн. ш. 78.95111° зх. д. (39.582979, -78.951185).  За даними Бюро перепису населення США в 2010 році переписна місцевість мала площу 0,25 км², уся площа — суходіл.

## Демографія
Згідно з переписом 2010 року, у переписній місцевості мешкало 127 осіб у 51 домогосподарстві у складі 38 родин. Густота населення становила 508 осіб/км².  Було 58 помешкань (232/км²).
Расовий склад населення:
| - 96,1 % — білих - 3,1 % — азіатів |

До двох чи більше рас належало 0,8 %. Частка іспаномовних становила 0,0 % від усіх жителів.
За віковим діапазоном населення розподілялося таким чином: 20,5 % — особи молодші 18 років, 59,0 % — особи у віці 18—64 років, 20,5 % — особи у віці 65 років та старші. Медіана віку мешканця становила 41,5 року. На 100 осіб жіночої статі у переписній місцевості припадало 122,8 чоловіків;  на 100 жінок у віці від 18 років та старших — 102,0 чоловіків також старших 18 років.
Середній дохід на одне домашнє господарство  становив 55 182 долари США (медіана — 42 308), а середній дохід на одну сім'ю — 65 251 долар (медіана — 65 694). За межею бідності перебувало 16,8 % осіб, у тому числі 0,0 % дітей у віці до 18 років та 0,0 % осіб у віці 65 років та старших.
Цивільне працевлаштоване населення становило 72 особи. Основні галузі зайнятості: освіта, охорона здоров'я та соціальна допомога — 50,0 %, виробництво — 16,7 %, науковці, спеціалісти, менеджери — 12,5 %, будівництво — 11,1 %.